# Kennekuk
Kennekuk ("El qui posa el peu sobre l'objecte caigut", 1790- Forth Leavenworth, Texas 1852) també conegut com el Profeta Kickapoo, va predicar contra el consum d'alcohol i en favor del pacifisme, tot i així el 1832 donaren suport a sauk i fox en la Guerra de Black Hawk. Com que la van perdre, pel Tractat de Castor Hill (1832) foren obligats a cedir Illinois, i uns 400 amb Kennekuk s'establiren a Fort Leavenworth (Texas). Allí hi va morir de verola.